# اسکای‌وی انترپرایزز
اسکای‌وی انترپرایزز (به انگلیسی: Skyway Enterprises) یک شرکت هواپیمایی با کد یاتا KI است که در ۱۹۸۱ میلادی تأسیس شده‌است. دفتر مرکزی اسکای‌وی انترپرایزز در کیسیمی، فلوریدا، فلوریدا، ایالات متحده آمریکا واقع شده‌است.